# Connexion des lignes 1 et 2 du tramway de Nantes

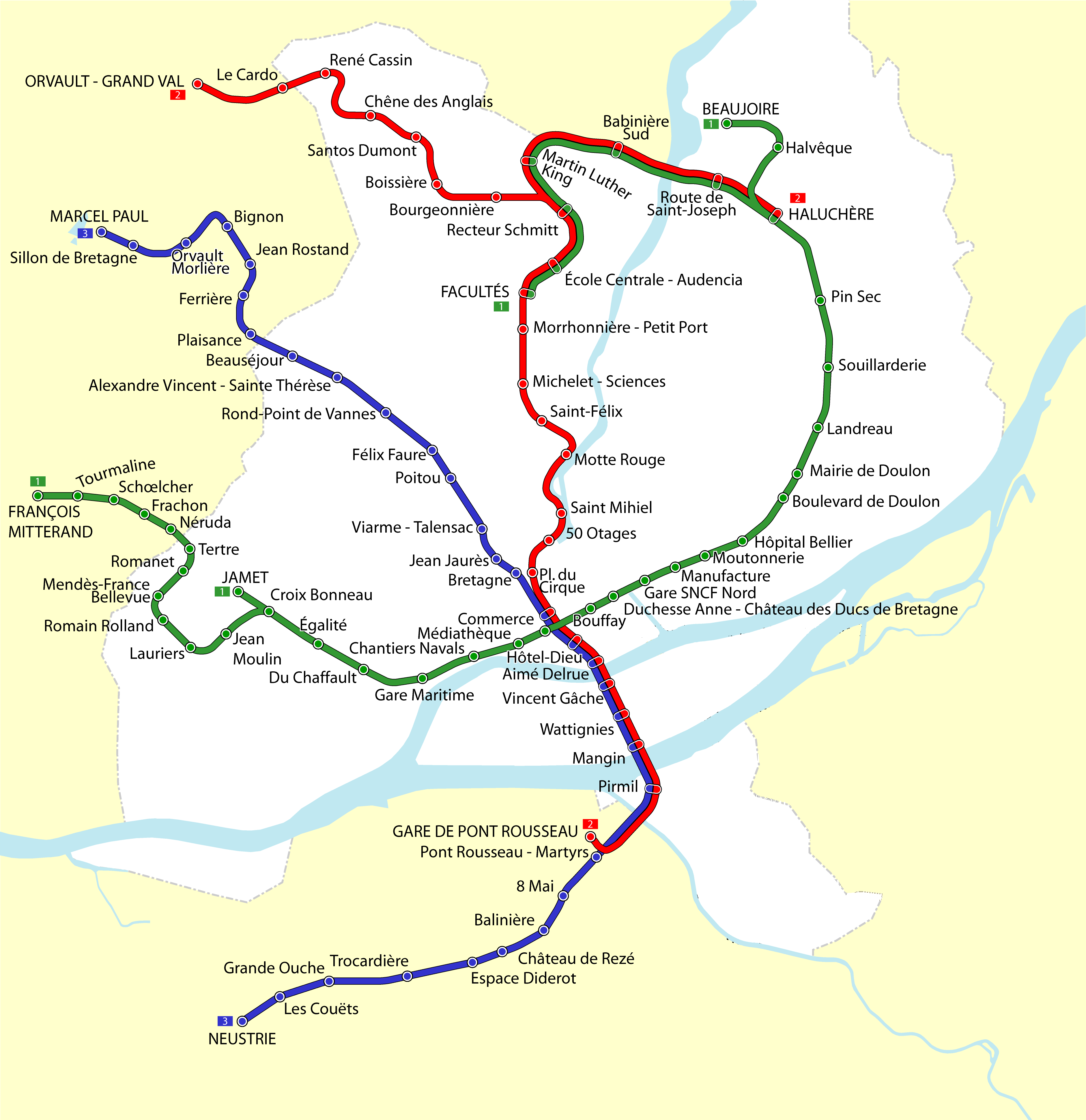
La connexion prévue à l'origine entre les stations existantes Ranzay et Recteur Schmitt serait empruntée par les lignes 1 et 2. Ce sera finalement une nouvelle ligne 6 qui l'empruntera.

La connexion des lignes 1 et 2 du tramway de Nantes est un projet visant à faciliter les déplacements à Nantes de quartier en quartier sans passer par le centre-ville et la station Commerce. Sa mise en service, annoncée en 2006, était initialement prévue pour septembre 2011. Elle a été reportée à plusieurs reprises notamment pour des raisons budgétaires.
En lieu et place du projet global annoncé en 2006 pour une mise en service en 2011, la connexion L1-L2 fait l'objet d'un phasage progressif dont la finalisation est désormais envisagée à horizon 2035.
- Phase 1 (2011-2012) : réalisation d'un premier tronçon de 800 mètres depuis le pôle multimodal Haluchère ─ Batignolles avec un nouveau terminus à la station Ranzay, et élargissement du pont de la Jonelière[3].
- Phase 2 (2022-2025) : prolongement de la ligne 1 de la station Ranzay à Nantes jusqu'à la station Babinière qui doit être créée à La Chapelle-sur-Erdre à proximité du futur centre technique et d’exploitation tramway (CETEX)[4], d'un nouveau parking relais[5], et en intermodalité avec la station de Tram-Train Babinière.
- Phase 3 (horizon 2030-2035) : connexion L1-L2 par la création d'une branche de la Ligne 2 au départ de la station Recteur-Schmitt jusqu'à la station Babinière

Le nouveau tronçon créé à l'issue des phases 1 et 2 sera à terme emprunté par la nouvelle ligne 6 du tramway qui relierait le quartier Basse-Île à Rezé à la gare de Babinière, en passant par l'Île de Nantes et en empruntant les infrastructures de la ligne 1 puis le pont de la Jonelière.

## Le projet
Dans l'objectif à terme, de créer une rocade tramway, l'autorité organisatrice des transports urbains Nantes Métropole prévoyait d'interconnecter les lignes 1 et 2 au nord.
En effet, le réseau de tramway et la majorité du réseau bus de Nantes sont sous la forme d'un réseau dit « en étoile », c'est-à-dire partant du centre-ville vers le reste de l'agglomération. Ce principe est contraignant dans la mesure où l'essentiel des voyageurs sont obligés de converger vers le centre-ville, notamment vers la station centrale Commerce qui est le point de correspondance des 3 lignes de tramway et de nombreuses lignes de bus. Aux heures de grandes affluences, celle-ci est particulièrement congestionnée.
Grâce à cette interconnexion, le voyageur pourra ainsi se déplacer de la ligne 2 à la ligne 1 par le nord (et inversement) facilitant ainsi les déplacements dans toute cette partie de l'agglomération, notamment les liaisons entre les deux principaux campus universitaires (le Tertre et la Lombarderie) avec la gare de Nantes.
Selon le schéma de développement du réseau présenté à la presse le 7 juin 2019, l'infrastructure d'interconnexion devrait finalement être intégralement dédiée à terme la nouvelle ligne 6 de tramway. Cette nouvelle ligne ferait terminus à une nouvelle station Fac de Lettres qui sera créé au niveau de l'arrêt de bus éponyme, à proximité de la station École Centrale ─ Audencia. Les stations Facultés et Haluchère ─ Batignolles perdraient alors leur statut de terminus comme prévu à l'origine dans le projet de connexion.

### Tracé prévu

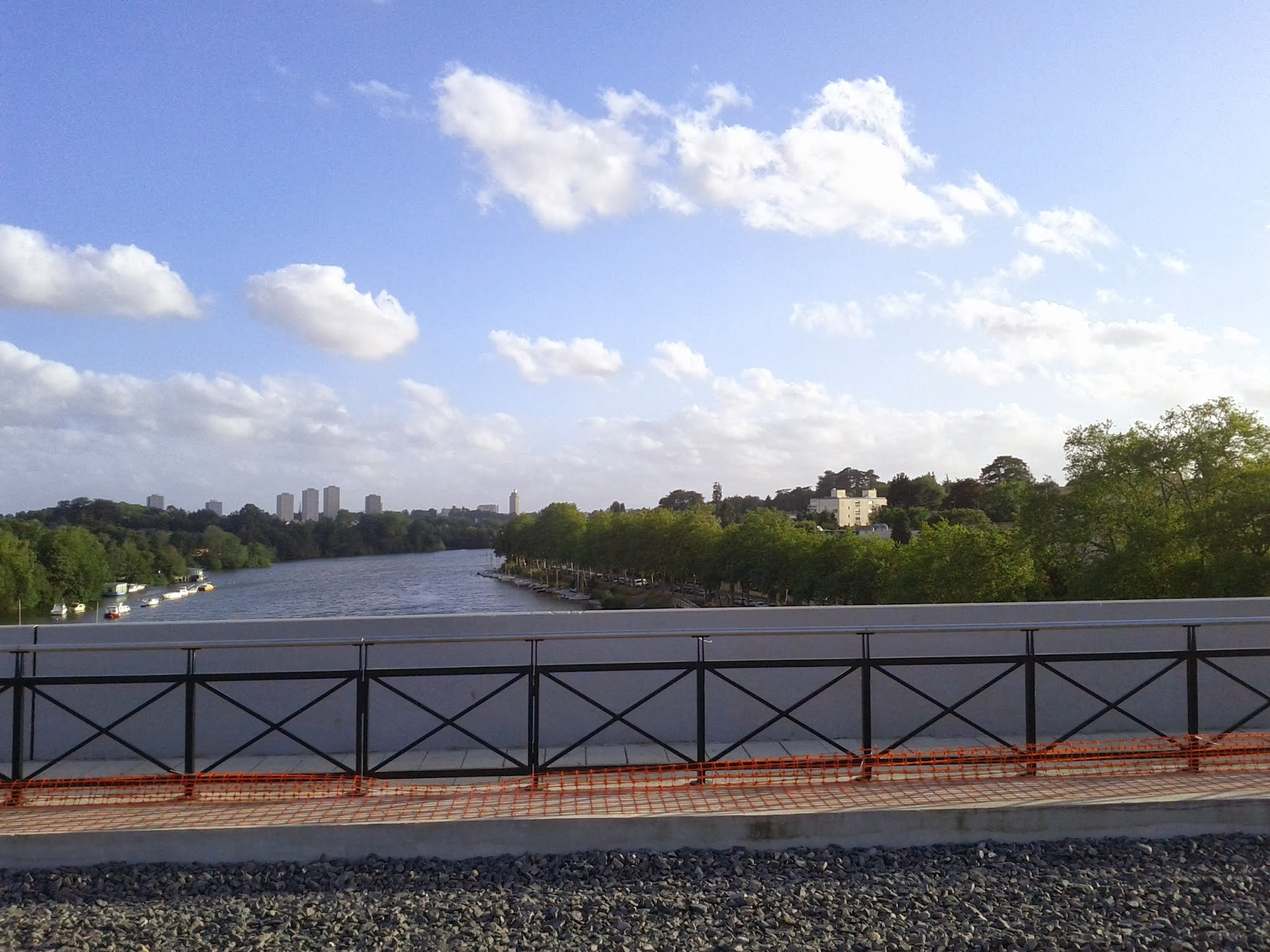
La connexion empruntera le pont de la Jonelière afin de traverser l'Erdre avec le tram-train.

Le projet de tracé suit en partie l'ancienne ligne ferroviaire de Nantes à Châteaubriant qui a été rouverte dans son intégralité au trafic voyageur sous forme d'un tram-train le 28 février 2014,,. Ces deux projets sont donc en partie liés.
En partant de la station Haluchère ─ Batignolles, la nouvelle connexion sera établie à double voie le long de l'axe ferroviaire en traversant l'Erdre par le pont de la Jonelière où la traversée des tramways s'effectuera sur un tronçon à voie unique parallèle à la voie du tram-train.
Peu après le pont, un second pôle d'échange multimodal sera aménagé au niveau d'une nouvelle station Babinière adjacente à gare du tram-train. Un tronçon à double voie dédié au tramway bifurquera vers le sud afin de se connecter à la voie existante de la ligne 2 au niveau de la station Recteur Schmitt.

### Les stations
Outre les six stations déjà existantes, Nantes Métropole a prévu la création d'une station supplémentaire baptisée Martin Luther King.
Selon le tracé retenu entre Babinière et Recteur Schmitt, la connexion pourrait desservir au minimum sept stations (à moins qu'elle n'emprunte le boulevard Henri-Becquerel, donnant ainsi la possibilité d'une huitième au niveau de l'actuel arrêt de bus Ampère) :
| Station                   | Commune               | Localisation                | P+R | Remarque |
| ------------------------- | --------------------- | --------------------------- | --- | --- |
| Haluchère ─ Batignolles   | Nantes                | 47° 14′ 56″ N, 1° 31′ 21″ O | oui | Appelé initialement à devenir le terminus du 2e tronçon de la ligne 2, la création de la ligne 6 du tramway ferait perdre à la station son rôle de terminus.                                                                          |
| Ranzay                    | Nantes                | 47° 15′ 13″ N, 1° 31′ 51″ O | oui | |
| Babinière                 | La Chapelle-sur-Erdre | 47° 15′ 34″ N, 1° 32′ 49″ O | oui | Actuel terminus de la ligne 1 du tramway, en correspondance avec le tram-train T1. |
| Martin Luther King        | Nantes                | Station inexistante         |     | |
| Recteur Schmitt           | Nantes                | 47° 15′ 07″ N, 1° 33′ 10″ O | oui | |
| École Centrale – Audencia | Nantes                | 47° 14′ 55″ N, 1° 33′ 04″ O |     | |
| Facultés                  | Nantes                | 47° 14′ 45″ N, 1° 33′ 19″ O |     | Appelé initialement à devenir le terminus du 2e tronçon de la ligne 1, la création de la ligne 6 du tramway ferait perdre à la station son rôle de terminus puisque la ligne 6 ferait terminus à une nouvelle station Fac de Lettres. |

### La redistribution des tronçons
À l'origine, il était prévu que deux lignes desservent la nouvelle section :
- la ligne 1 aurait sa branche vers la station Ranzay prolongée à Facultés, et certaines rames de la ligne iront vers Beaujoire tandis que d'autres iront vers Facultés en empruntant la nouvelle section depuis la station Haluchère ─ Batignolles ;
- la ligne 2 aurait une nouvelle branche vers Haluchère ─ Batignolles, et certaines rames de la ligne iront à Orvault ─ Grand Val tandis que d'autres iront à Haluchère ─ Batignolles en empruntant la nouvelle section depuis la station Recteur Schmitt.

L'annonce en 2019 de la création d'une ligne 6 du tramway remet en cause ce scénario puisque ce sera la seule ligne à emprunter ce nouveau tronçon en effectuant son terminus à une nouvelle station Fac de Lettres.

## Un calendrier sans cesse repoussé depuis 2006

### Annonce puis revirement
Après des études de faisabilité réalisées au printemps 2006, Nantes Métropole lance cette même année une concertation préalable, en organisant des réunions avec les riverains et usagers, des expositions permanentes et en diffusant des documents d’information. Pour, 7,5 millions d'euros, le marché de maîtrise d'œuvre est confié à un groupement de sociétés d'études. Le projet, d'une enveloppe de 104 millions d'euros, prévoyait 2 ans de travaux, à compter du deuxième semestre 2009. Durant l'été 2008, en pleine crise des subprimes, les élus de Nantes Métropole décident de stopper les études et de suspendre l'enquête publique prévue à l'automne. La connexion des lignes 1 et 2 est repoussée à une date ultérieure pour des raisons budgétaires. Jean-François Retière, vice-président de Nantes Métropole chargé des transports, se veut alors rassurant en indiquant que « la connexion des lignes 1 et 2 est toujours d'actualité ».

### Réalisation d'une 1ère tranche
En juillet 2009, le maire de Nantes Jean-Marc Ayrault évoque l'hypothèse d'un prolongement de la ligne 1 entre la station Haluchère et le Ranzay (soit 800 mètres de voies supplémentaires). Le 23 octobre 2009, le conseil communautaire de Nantes Métropole vote la réalisation de ces travaux dont la mise en service est planifiée pour fin 2012.

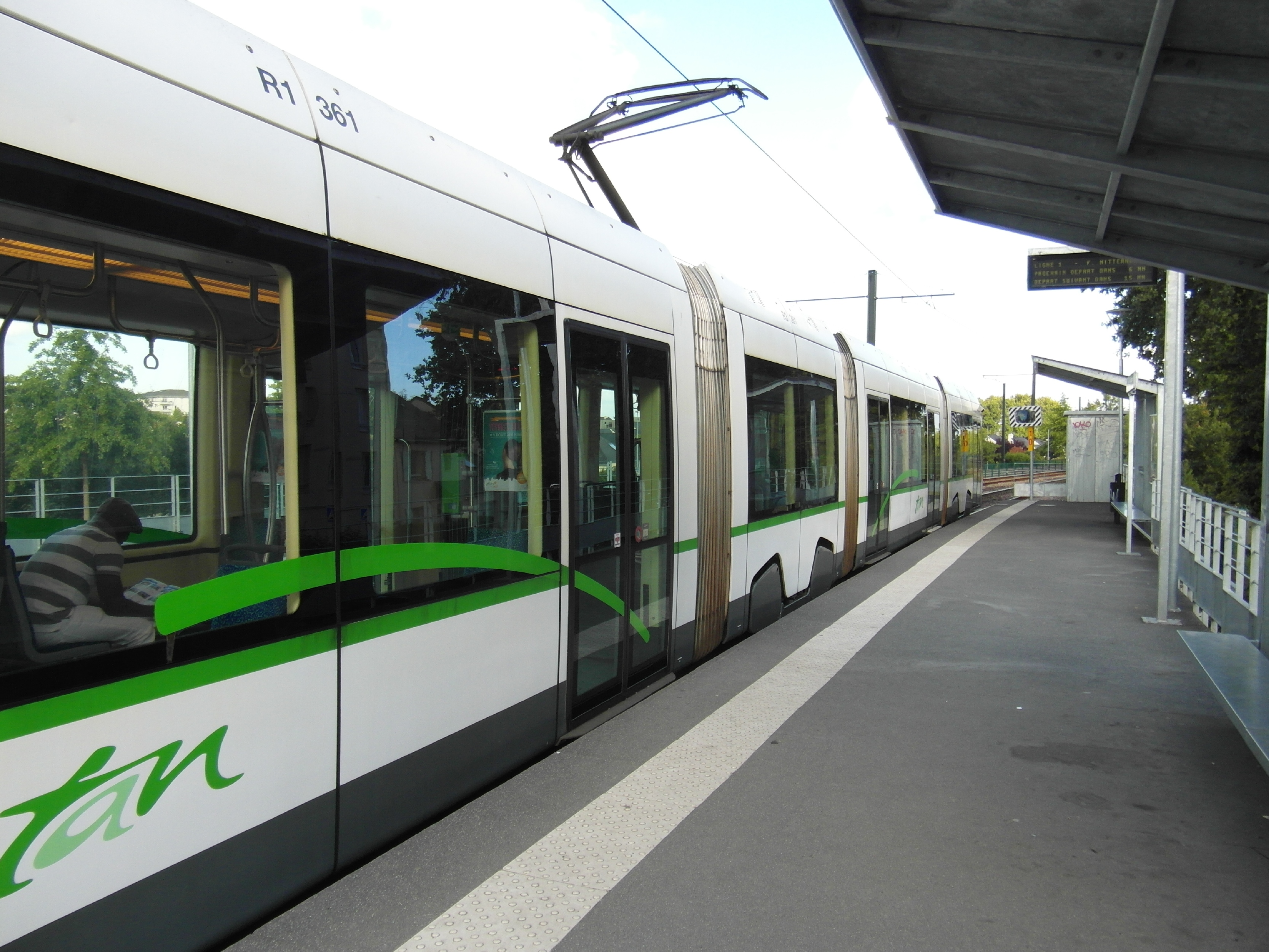
La station provisoire Haluchère créé le temps des travaux de prolongement de la ligne jusqu'à Ranzay et de la création du nouveau pôle d'échange multimodal.

En février 2011, les travaux permettant l'aménagement du pôle d'échange multimodal de Haluchère ─ Batignolles et de la nouvelle station Ranzay débutent, incluant la réalisation de cette première phase. L'ampleur du chantier nécessite l'interruption du service de la ligne 1 pendant plusieurs mois au-delà de la Haluchère en direction du terminus Beaujoire (un service de bus relais était alors mis en place). L'élargissement du pont de la Jonelière est effectué à l'occasion de la mise en service du tram-train Nantes - Châteaubriant financée avec la participation de la région et de département dans le cadre du plan de relance. Le chantier s'est poursuivi avec succès jusqu'au 1er octobre 2012, date d'ouverture du nouveau tronçon et du pôle d'échanges. Ces travaux d'élargissement du pont de la Jonelière ont prévu une réserve foncière à l'Ouest de la voie de train  en vue d'y accueillir une future plateforme de tramway.
Trois ans après cette première phase de travaux, le projet de connexion ne constitue plus qu’une « perspective » pour le président de la Semitan Pascal Bolo, du fait des investissements de Nantes Métropole sur l'entretien du patrimoine tramway, le développement des lignes de bus labellisées « Chronobus » et la mise en service d'une future ligne 5 de tramway (devenue finalement une ligne de Busway) prévue pour desservir l'île de Nantes d'Est en Ouest.

### Décision de procéder par phases à la poursuite du projet
En 2017, la Métropole lance une étude sur le prolongement de la ligne 1 jusqu'à la gare de Babinière via la traversée du pont de la Jonelière afin de permettre l'installation à proximité de cette gare d'un nouveau dépôt du tramway sur un terrain inoccupé. Ce dépôt doit accueillir des rames plus longues que les rames TFS circulant jusqu'alors sur le réseau (48 mètres au lieu de 39,150 mètres). Le projet, qui est acté par le Conseil métropolitain lors de la séance du 8 décembre 2017, prévoit également la construction d'un nouvel ouvrage d'art permettant le franchissement du périphérique.
Lors d'une réunion publique du quartier Nantes Nord, le 16 juin 2018, le président de la SEMITAN Pascal Bolo affirme que le prolongement entre les stations Ranzay et Babinière sera effectif dès 2024, et qu'une navette reliera alors le nouveau terminus de la ligne 1 à la station Recteur Schmitt de la ligne 2. En revanche, il indique que le coût élevé du franchissement du Gesvres, qui doit parachever la connexion des deux lignes, retardera le prolongement entre les stations Babinière et Recteur Schmitt. Cette 3e et dernière phase du projet est donc repoussée à une date ultérieure.
En raison du coût du projet global estimé à 280 millions d'euros TTC, Nantes Métropole a saisi la Commission nationale du débat public pour la mise en place d'une concertation publique avec les habitants sur cette connexion. Celle-ci s'est déroulée du 29 avril au 14 juin 2019. Le rapport rédigé par la CNDP notera une participation "significative" des habitants, qui "donne un certain poids au véritable plébiscite en faveur du projet". Toutefois, "la lenteur, le manque d’engagement, voire l’immobilisme ou le manque d’ambition de Nantes métropole" sont fustigés.
Le 7 juin 2019, Johanna Rolland annonce le lancement des études nécessaires à la réalisation de la dernière phase de connexion au cours du prochain mandat. Il est également annoncé que cette interconnexion serait intégrée par la suite à la future ligne 6 de tramway. L'engagement en faveur d'études pour la 3e phase est confirmé par délibération de Nantes Métropole du 4 octobre 2019 .

La future ligne 6 emprunterait la connexion sur le pont de la Jonelière jusqu'à la nouvelle station Babinière. Un projet de prolongement vers la ligne 2 est également prévu dans une seconde partie.

### Des enquêtes publiques qui traduisent une attente des habitants

#### Concertation publique en 2020
Fin 2020 a lieu une concertation publique permettant le recueil des avis des habitants de la métropole sur la création de trois nouvelles lignes de tramway.
Avec cette concertation est rendu public les projets de tracé des nouvelles lignes et leurs futurs prolongements, dont le prolongement nord de la future ligne 6 à une nouvelle station Fac de Lettres. Le projet de connecter les lignes 1 et 2 en les faisant emprunter le nouveau tronçon semble donc abandonné au profit de cette nouvelle ligne qui suivra la ligne 1 jusqu'au centre-ville de Nantes et à un nouveau terminus situé à la Basse-Île, en traversant l'Île de Nantes.
La poursuite du projet se découpe toujours en deux phases : une phase incluant la création d'une nouvelle station Babinière et des voies la reliant à Ranzay à l'horizon 2025, et une dernière phase où la ligne sera prolongée à une nouvelle station Fac de Lettres à l'horizon 2030-2035.
À la fin de la concertation, 772 propositions individuelles et 88 cahiers d'acteurs avec de très nombreuses observations ont été déposés et transmis aux garants nommés par la CNDP. Le bilan de concertation déplore le fait que les moyens financiers alloués aux projet de transports soient concentrés sur l'île de Nantes et souligne la demande des habitants pour accélérer la finalisation de la connexion L1-L2. Par délibération du 09 avril 2021, Nantes Métropole apportera une réponse à cette demande, en mettant en avant la nécessité de prioriser les projets à court et moyen terme.
En retour à cette absence d'avancée concernant la phase 3, l'Association nantaise déplacements environnement (ANDE) rappellera que, quinze ans après l'annonce du projet, la connexion entre le nouveau terminus Babinière et la ligne 2 n'est pas encore à l'étude, et que plusieurs tracés sont encore envisagés. L'ANDE indiquera que cette connexion devrait être considérée comme prioritaire.

#### Nouvelle concertation publique en 2022
Dans le cadre de la réalisation de la seconde phase du projet de connexion, une enquête publique est lancée en février 2022 pour recueillir l'avis de la population sur la liaison entre l'arrêt Ranzay et Babinière, le franchissement de l'Erdre par le pont de la Jonelière, la construction du centre technique et d’exploitation tramway (CETEX), et du nouveau parking relais. La commissaire enquêtrice donnera un avis favorable au projet, en précisant que "Le public est intervenu, à plusieurs reprises, sur les délais pris par le dossier depuis son origine en 2006. Il souhaite que la 3ème phase soit enclenchée durant les travaux de la phase 2". Le conseil métropolitain du 26 juin 2022 prendra acte de cet avis favorable, sans évoquer de calendrier concernant la 3e et dernière phase du projet.
Dans l'attente du raccordement des lignes de tramway au niveau du secteur Facultés, l'étude d'impact et d'évaluation socio-économique du projet de CETEX prévoit pour 2026, voir 2027 le prolongement de la ligne C20 de Chronobus de la station École Centrale Audencia au terminus de la Babinière.

#### Enquête publique en 2024
Dans le cadre de la mise en œuvre, à horizon fin 2027, des lignes de tramway 6, 7 et 8, une enquête publique est réalisée entre mai et juin 2024. Les habitants sont invités à s'exprimer sur les orientations de développement des nouvelles lignes de transport.
Dans son rapport de conclusions, la commission notera au sujet du projet de connexion que : 
- Désormais, il serait plus exact de parler de la connexion de la L2 et de la L6, au lieu de la L1 (terminus Beaujoire) et de la L2[30]
- Ces évolutions permettront d'éviter la saturation du nœud de réseau de « Commerce », afin de muter d’un « réseau en étoile » vers un « réseau maillé »[30]
- Quand cette opération sera réalisée, un progrès notable sera accompli vers le maillage du réseau[30]

En ce qui concerne le calendrier, la commission prendra acte de l'engagement de Nantes Métropole pour un lancement des études de la phase 3 du projet (connexion Babinière et facultés) "avant 2026". Ces études s'appuieront sur la concertation publique de 2019, qui a fait émerger deux faisceaux de tracés possibles pour cette connexion, présentant chacun des caractéristiques différentes en termes d'impacts environnementaux, faisabilité technique et intérêt de desserte en transport

### Lancement de nouvelles études en 2025
En juin 2025, Nantes Métropole a annoncé le lancement de nouvelles études pour l’interconnexion entre la ligne 2 du tramway (Orvault Grand Val – Pont-Rousseau) et la future ligne 6, dont la mise en service est prévue pour fin 2027 entre Babinière et l’Hôtel de Ville de Rezé. Cette liaison, estimée à 105 millions d’euros, sera réalisée au sud de la station « Recteur Schmitt ». L'étude comprendra :
- L'examen de deux familles de tracés : un itinéraire direct franchissant le marais du Gesvres, et un autre plus long passant par la porte de La Chapelle.
- La localisation du terminus qui se situera dans le secteur des facultés.

Lors du conseil métropolitain du 27 juin 2025, qui a acté la mise en œuvre de ces études, Bertrand Affilé, vice-président de Nantes Métropole en charge des déplacements, a précisé qu’une partie des études réalisées en 2006 pourrait être réutilisée. Alors que l’opposition se montre critique sur l’échéance lointaine du projet, annoncé pour l’horizon 2035, il assure : « Vous pouvez compter sur moi pour faire tout ce qu’il faut pour que ça ne traîne pas ».